# The Fabulous Furry Freak Brothers
The Fabulous Furry Freak Brothers var en amerikansk tecknad undergroundserie skapad av tecknaren Gilbert Shelton 1967. Från 1974 har Shelton hjälp av Dave Sheridan och sedan 1978 av Paul Mavrides. 
Serien handlar om tre stycken hippier från San Francisco. Deras katt fick sedermera en spin-off serie kallad Feta Freddys katt (Fat Freddy's Cat).